# Immeuble « Le Printemps »
L'immeuble « Le Printemps » est un édifice de style éclectique à tendance néo-baroque construit en 1875 à Bruxelles en Belgique par l'architecte Adolphe Vanderheggen, à la suite des travaux de voûtement de la Senne et de la création des « boulevards du Centre ».
Cet immeuble a remporté le quatrième prix du concours d'architecture organisé par la Ville de Bruxelles en 1872-1876 et est connu pour sa forme de bâtiment d'angle insolite ainsi que pour ses quatre grandes cariatides.

## Localisation

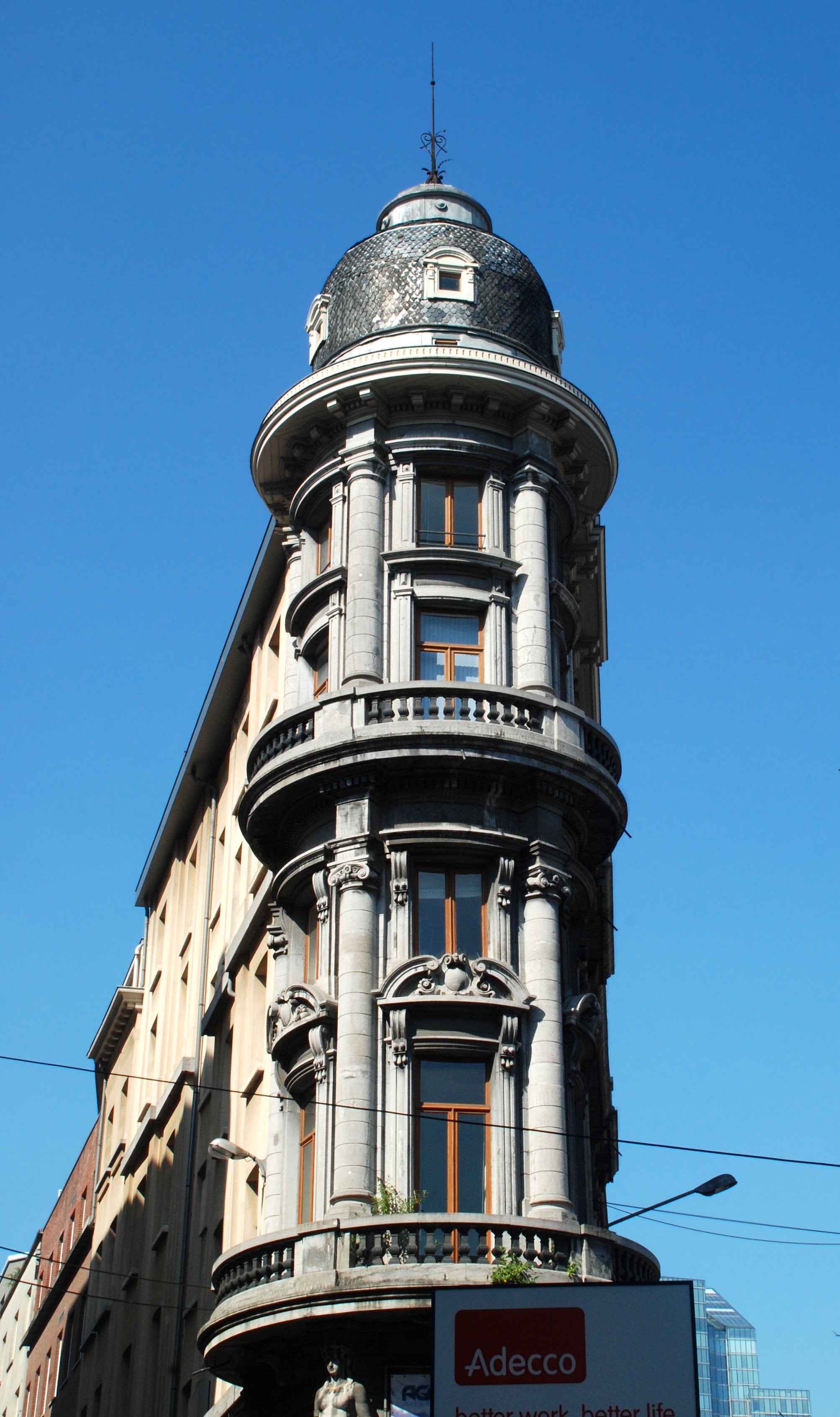
La tour d'angle.

L'immeuble se dresse aux no 30-32-34 du boulevard Adolphe Max, à l'angle formé par ce dernier, par la rue Saint-Michel et par la rue de la Fiancée.
Il se situe dans un quartier très riche en immeubles éclectiques, comme la Maison des chats de l'architecte Henri Beyaert (premier prix au même concours), la Maison Thonet (Bruxelles) (septième prix, architecte Félix Laureys), la Maison presbytérale de l'église Notre-Dame du Finistère (huitième prix, architecte Constant Almain de Hase), le Café Métropole (treizième prix, architecte Gédéon Bordiau) ainsi que le Passage du Nord (architecte Henri Rieck).
On trouve également à quelques dizaines de mètres de là l'Hôtel Atlanta réalisé en style Art déco par l'architecte Michel Polak.

## Historique

### Voûtement de la Senne et création des boulevards du Centre
Décrite, au XVIIIe siècle encore, comme une rivière au « cours utile et agréable », la Senne n'est plus, au siècle suivant, qu'un « dépotoir, non seulement des industries groupées sur ses bords, mais de toutes les maisons riveraines ».
En 1865, le roi Léopold II, s'adressant au jeune bourgmestre de Bruxelles Jules Anspach, formule le vœu que Bruxelles « réussira à se débarrasser de ce cloaque qu'on appelle la Senne » avant la fin de son règne.
En octobre 1865, le conseil communal de la ville de Bruxelles adopte un projet établi par l'architecte Léon Suys qui vise à supprimer les bras secondaires de la rivière, à rectifier le cours sinueux de son bras principal et à le voûter entre la gare du Midi et le nord de la ville.
C'est ainsi qu'apparaissent les boulevards du centre (nommés initialement boulevard du Hainaut, Central, du Nord et de la Senne et renommés ultérieurement boulevard Lemonnier, Anspach, Max et Jacqmain).

### Concours d'architecture 1872-1876 et 1876-1878

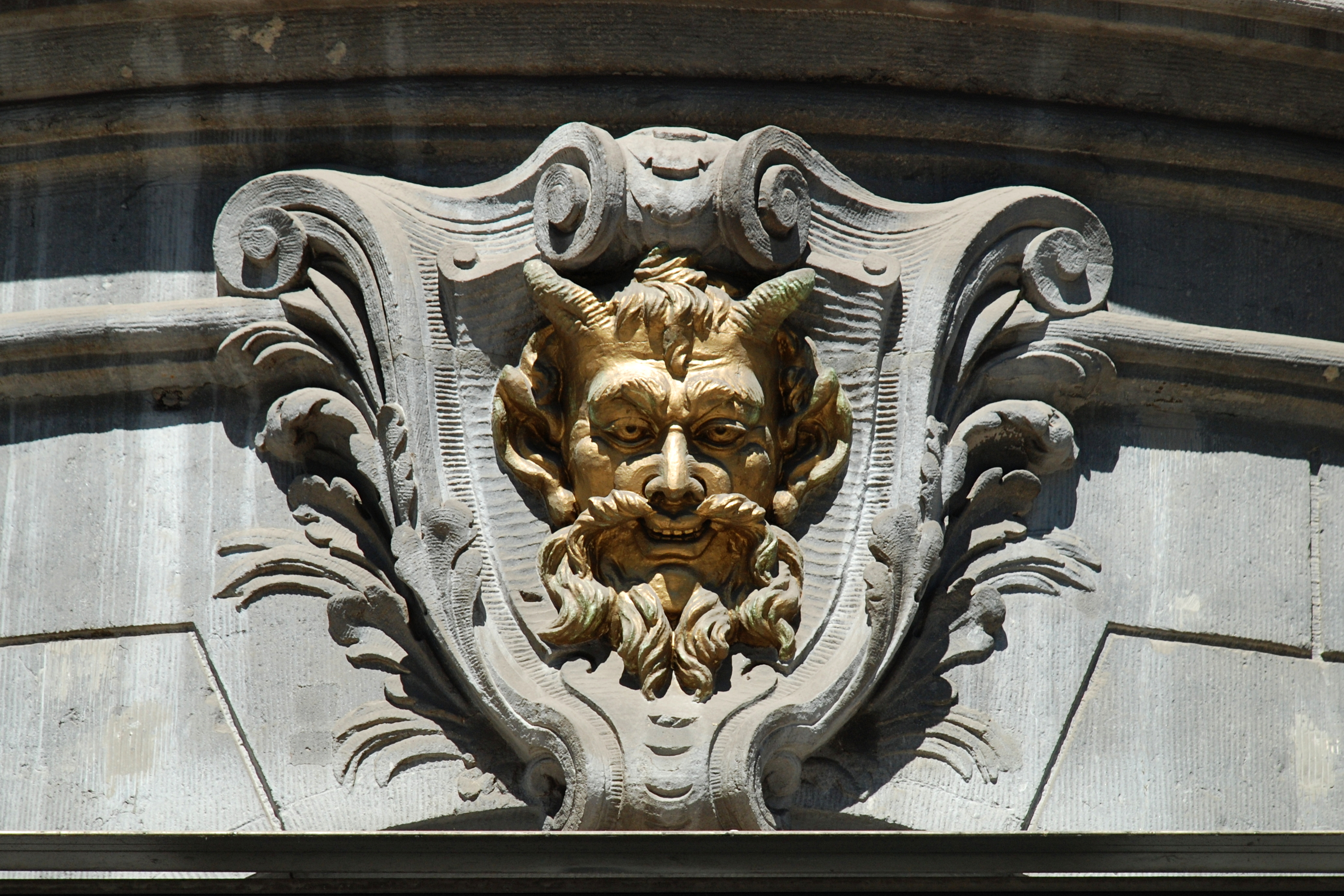
Mascaron.

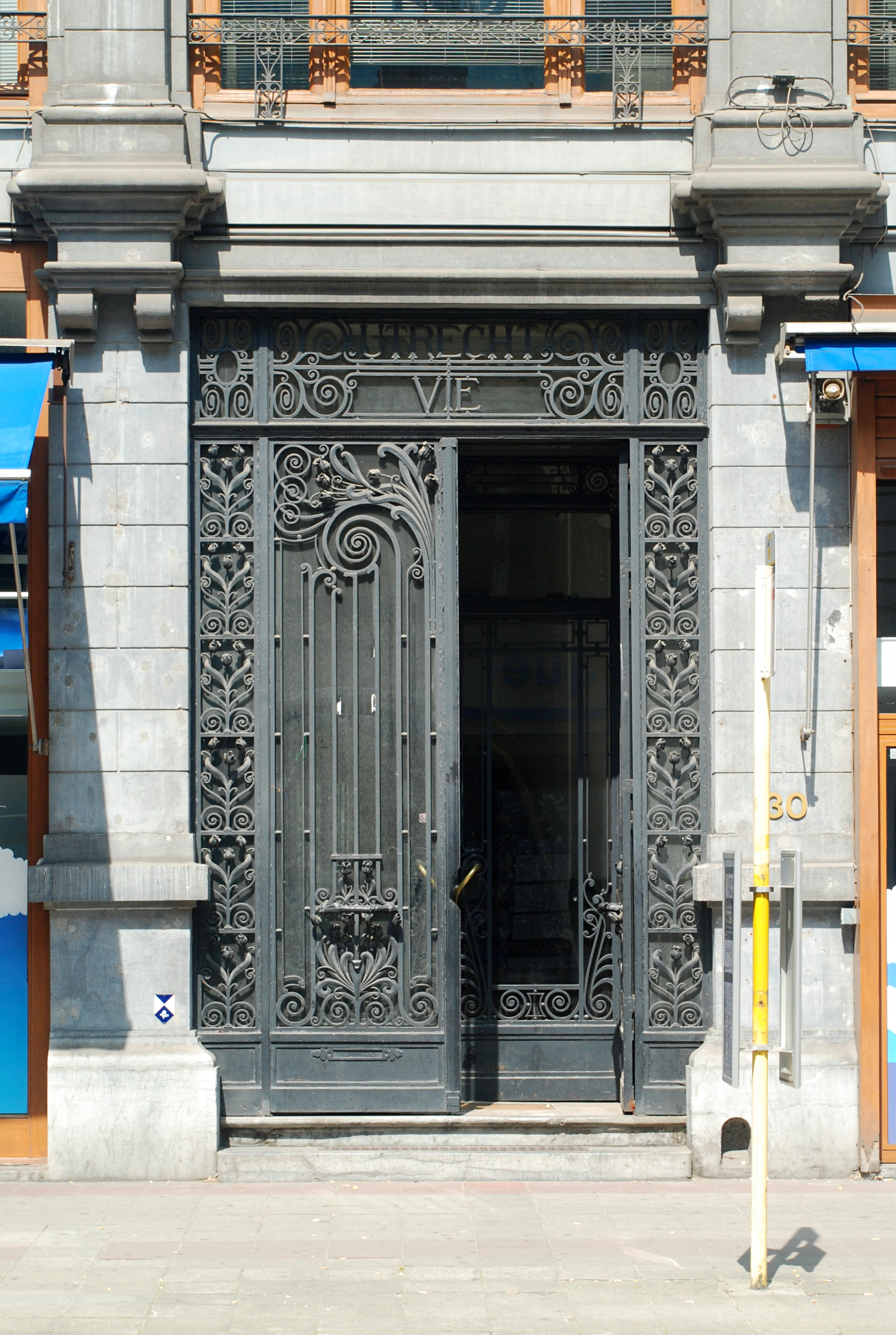
La porte « Utrecht Vie ».

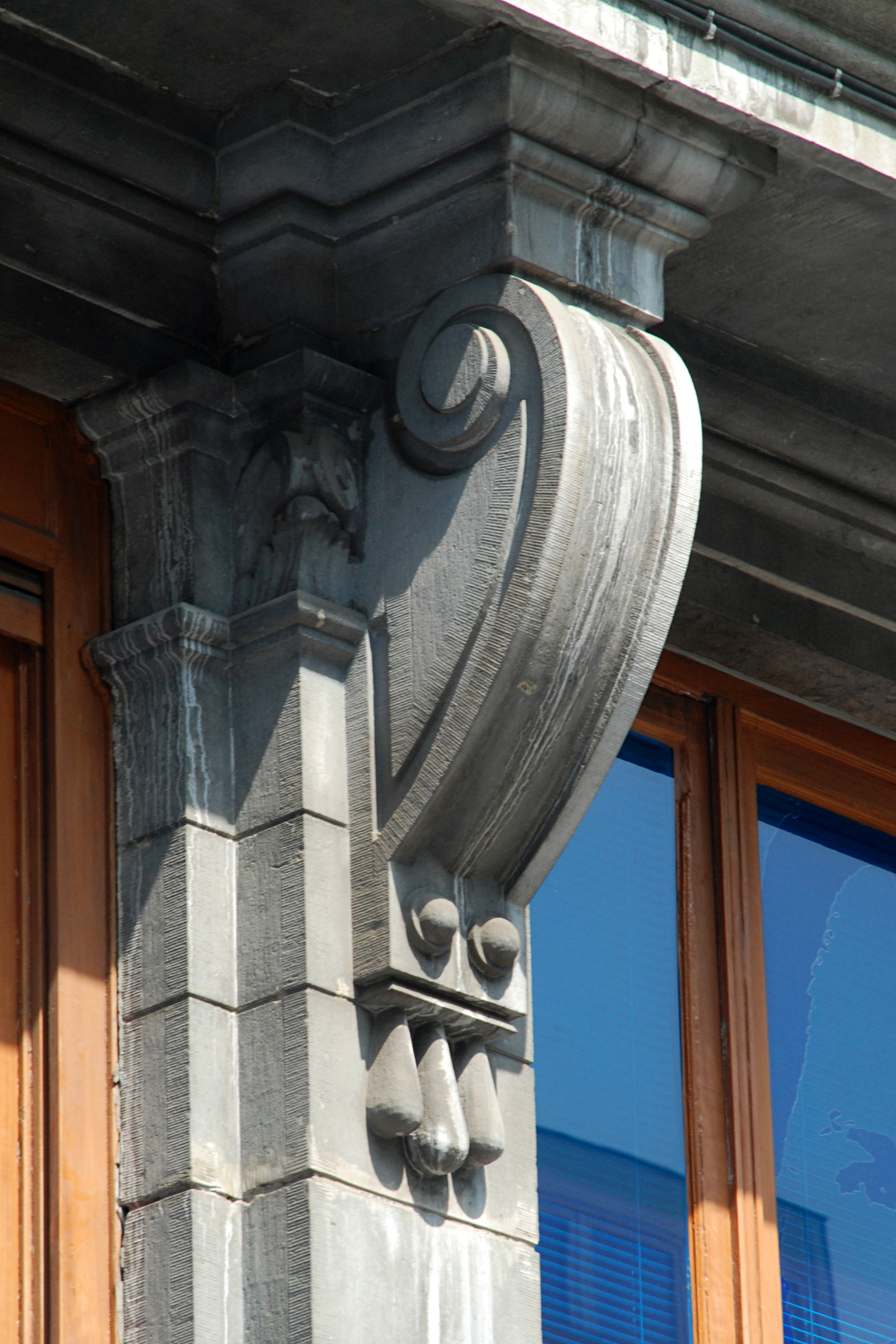
Console à gouttes.

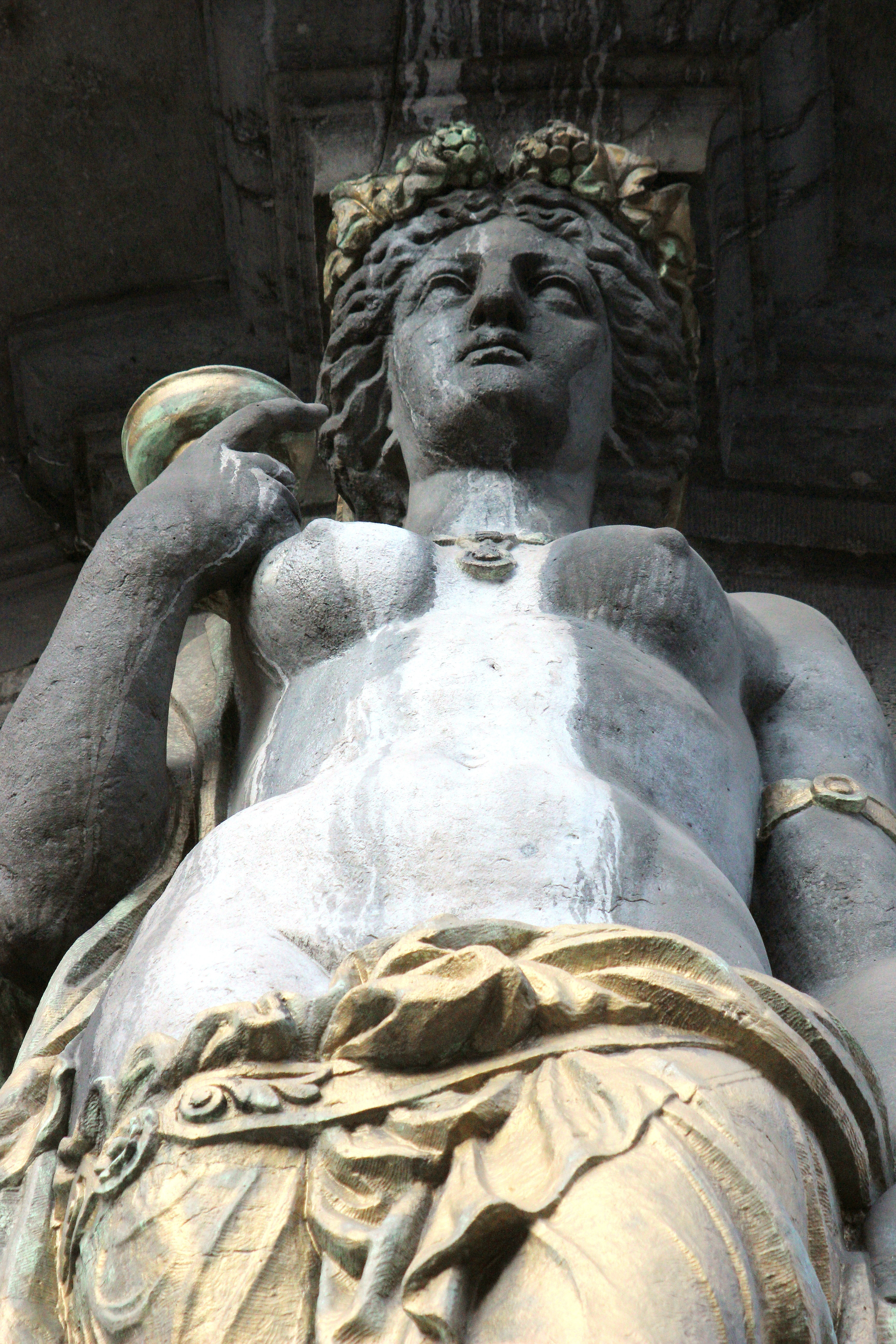
Cariatide.

Afin de stimuler la reconstruction aux abords de ces boulevards, la Ville de Bruxelles organise deux concours d'architecture pour les périodes 1872-1876 et 1876-1878, en laissant la plus grande liberté aux architectes : aucune unité de style n'est recherchée ni imposée et la composition monumentale sera de facto éclectique tout au long de cette immense perspective.
C'est dans le cadre du concours d'architecture 1872-1876 que l'architecte Adolphe Vanderheggen (plus connu pour avoir édifié les Halles Saint-Géry) construit l'immeuble « Le Printemps » vers 1875 sur le boulevard du Nord (devenu depuis le boulevard Adolphe Max).
L'immeuble obtient le quatrième prix du concours organisé par la Ville en 1872-1876,.

### Classement
L'immeuble « Le Printemps » fait l'objet d'un classement au titre des monuments historiques depuis le 28 avril 1994.

## Architecture
Selon Pierre Loze, Dominique Vautier et Marina Vestre, « l'immeuble Le Printemps offre une solution d'angle intéressante et insolite », est « plein de fantaisie architecturale et même de poésie », mélange « éléments renaissants et baroques italiens » et produit l'effet d'un « décor de théâtre ».
Cet immeuble très étroit présente au sud, orienté vers la place de Brouckère, « un élément d'angle circulaire orné de balcons et couronné d'une coupole ».
Le rez-de-chaussée de cette tour d'angle présente une alternance de pilastres massifs et de baies cintrées dont les clés d'arc sont ornées de mascarons décorés de visages de diables dorés.
Au bel étage, quatre cariatides d'Antoine-Félix Bouré et Hippolyte Le Roy, beaucoup plus réussies selon Pierre Loze que celles qui ornent la façade du Café Métropole de Gédéon Bordiau, soutiennent le balcon. Prolongeant les pilastres du niveau inférieur, ces cariatides portent des ornements dorés consistant en couronnes, coupes, colliers, ceintures et tuniques au drapé élégant.
Le premier étage de la tour d'angle est orné d'un balcon arrondi et de colonnes engagées aux chapiteaux ioniques encadrant un premier niveau de fenêtres surmontées d'un entablement soutenu par des consoles moulurées à motif de gouttes et d'un fronton brisé portant un cartouche sculpté et un deuxième niveau de fenêtres à entablement simple.
Le dernier étage, enfin, présente des colonnes aux chapiteaux toscans encadrant deux niveaux de fenêtres, plus petites et à entablement simple. Il est surmonté par une corniche largement débordante et une petite coupole à couverture d'ardoises percée de lucarnes à fronton courbe.
L'immeuble présente le long du boulevard une façade de cinq travées cantonnées de colonnes à gauche et à droite et de pilastres au centre, dont l'originalité réside dans les colonnes du bel-étage qui débordent de l'alignement. La travée centrale est percée d'une grande porte en fer forgé dont l'imposte porte la mention « Utrecht Vie » (Compagnie belge d'assurances sur la vie Utrecht).

Les cariatides d'Antoine Bouré et Hippolyte Le Roy
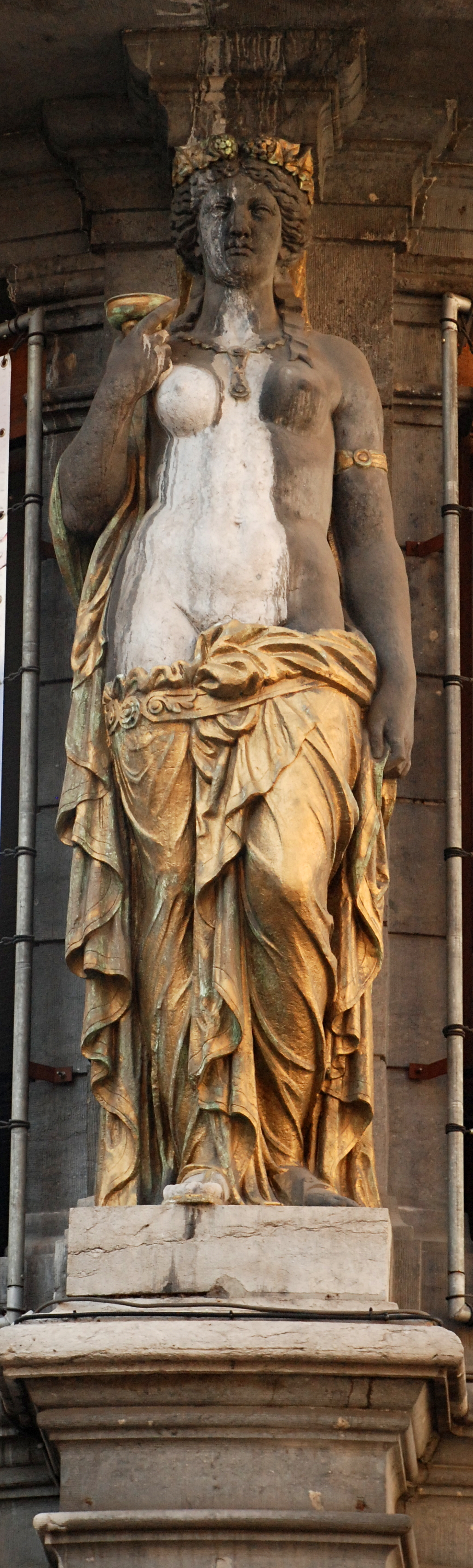
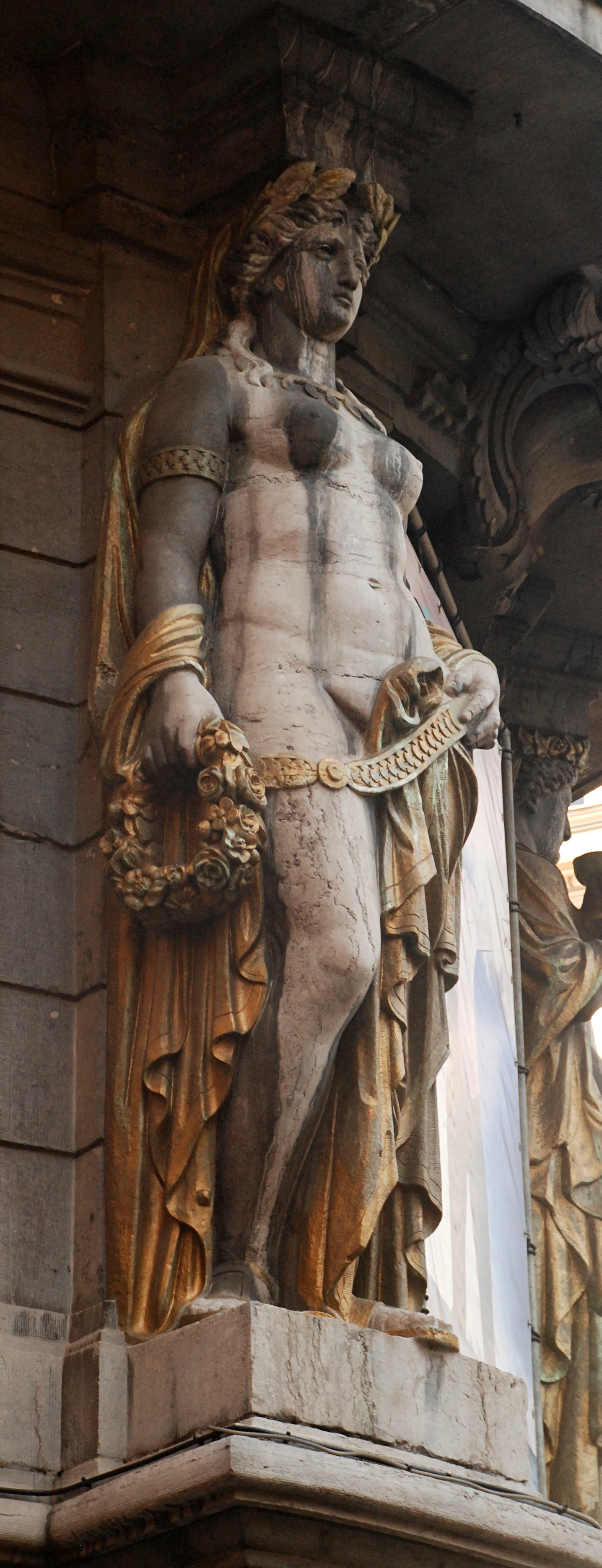
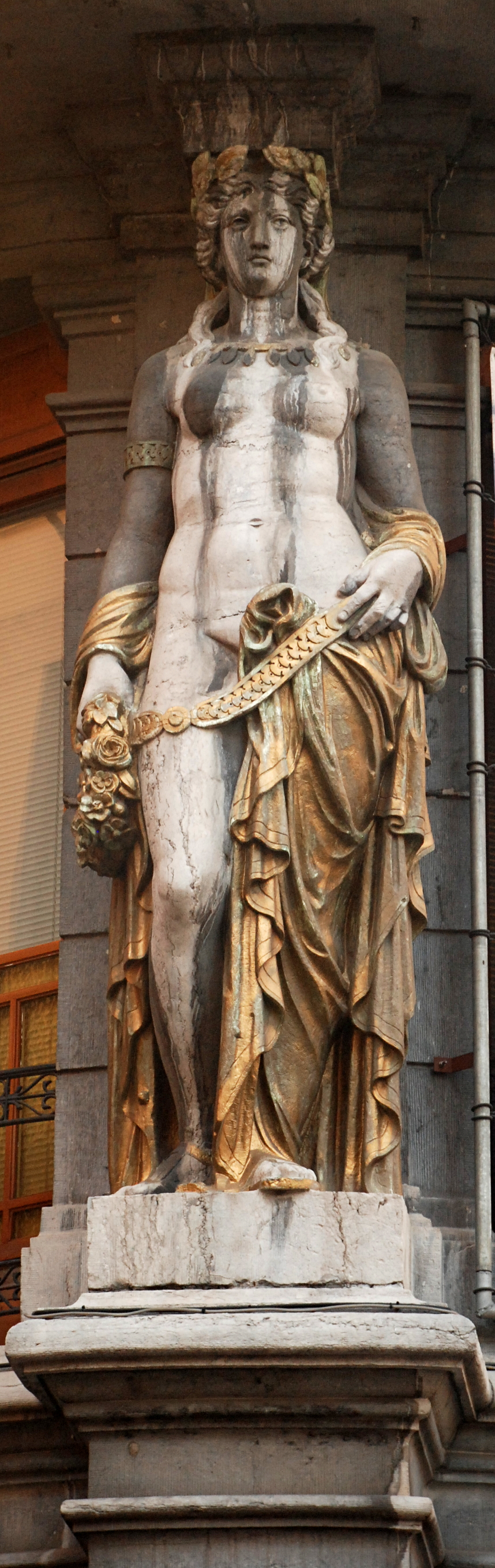

## Accessibilité
| ___ | Ce site est desservi par la station de métro : De Brouckère. |